# Herbert Pätzold
Herbert Pätzold (* 13. Mai 1922) ist ein ehemaliger deutscher Fußballspieler. Von 1950 bis 1953 spielte er für die BSG Mechanik/Motor/Wismut Gera in der DDR-Oberliga, der höchsten Spielklasse im DDR-Fußball.

## Sportliche Laufbahn
Herbert Pätzold gehörte nach dem Ende des Zweiten Weltkriegs zu dem Kreis der Sportler, die im thüringischen Gera den Fußballsport wieder belebten, nachdem zuvor von der sowjetischen Besatzungsmacht alle Sportvereine verboten worden waren. Er war zunächst Spieler bei der SG Gera-Untermhaus und der SG Gera-Pforten, ehe er Ende der 1940er Jahre zur Betriebssportgemeinschaft (BSG) RFT Gera wechselte. Mit ihr spielte er bis 1950 in der Landesklasse Thüringen. Im September 1950 fusionierte die drittklassige BSG RFT mit dem Oberligisten BSG Gera-Süd zur BSG Mechanik Gera.
Pätzold wurde in die neuformierte Oberligamannschaft der BSG Mechanik übernommen und wurde vom 1. Spieltag an eingesetzt. Obwohl er nach dem 27. Spieltag verletzungsbedingt nicht mehr spielen konnte, hatte er bis dahin 26 Punktspiele bestritten und war am Saisonende mit 20 Treffern Torschützenkönig der Geraer, obwohl er in den meisten Spielen als Mittelfeldakteur aufgeboten worden war. In der Begegnung des 15. Spieltages BSG Mechanik – KWU Weimar steuerte er beim 8:0-Sieg fünf Tore bei. Auch in der Saison 1951/52, in der die Geraer als BSG Motor in der Oberliga antraten, war Pätzold bester Torschütze der Mannschaft, diesmal zusammen mit Manfred Kaiser, die beide zehnmal in den Punktspielen trafen. Pätzold, der nur drei von 36 Oberligaspielen verpasste, spielte in dieser Saison hauptsächlich als halbrechter Angreifer. Auf der rechten Sturmseite wurde er auch 1952/53 eingesetzt, kam in seinen 24 Oberligaeinsätzen (von insgesamt 32) aber nur noch auf vier Tore. Damit war auch er für die allgemeine Torflaute seiner Mannschaft verantwortlich, die in dieser Spielzeit mit 32:71 die schlechteste Torbilanz aufwies und aus der Oberliga absteigen musste. Pätzold spielte anschließend nicht mehr in der Oberliga, war aber mit seinen 34 Toren treffsicherste Schütze aller Geraer Oberligaspielzeiten. Während seiner Oberligajahre bestritt er auch vier Spiele mit der Landesauswahl Thüringen.
Bis 1962 spielte Pätzold für die Geraer BSG, ab 1953 als Wismut Gera auflaufend, in der zweitklassigen DDR-Liga. Abgesehen von der Saison 1953/54, in der er nur vier Punktspiele bestreiten konnte, war er bis 1960 Stammspieler und gehörte in jeder Spielzeit zu den Torschützen. Nur in seiner letzten Saison 1961/62, die wegen des Wechsels vom Kalenderjahr- zum Sommer-Frühjahr-Spieljahr über 39 Runden lief, blieb Pätzold ohne Torerfolg und bestritt auch nur elf Punktspiele. Nach dem Ende seiner Laufbahn als Leistungsfußballer konnte er auf eine Bilanz von 242 Punktspielen und 56 Toren für die Geraer BSG verweisen.